# Anthony Hampden Dickson
Anthony Hampden Dickson (Kingston, 3 novembre 1935 – Bridgetown, 29 novembre 2022) è stato un vescovo cattolico giamaicano.

## Biografia
È nato il 3 novembre 1935 a Kingston
Dickson è stato ordinato prete l'11 febbraio 1962. 
Il 19 ottobre 1970 è stato nominato vescovo di Bridgetown e ha ricevuto la consacrazione episcopale il 29 gennaio 1971.
Ha rinunciato al ministero episcopale il 23 aprile 1995, diventando vescovo emerito.
È morto il 29 novembre 2022 a Bridgetown all'età di 87 anni. 

## Genealogia episcopale
La genealogia episcopale è:
- Cardinale Scipione Rebiba
- Cardinale Giulio Antonio Santori
- Cardinale Girolamo Bernerio, O.P.
- Arcivescovo Galeazzo Sanvitale
- Cardinale Ludovico Ludovisi
- Cardinale Luigi Caetani
- Cardinale Ulderico Carpegna
- Cardinale Paluzzo Paluzzi Altieri degli Albertoni
- Papa Benedetto XIII
- Papa Benedetto XIV
- Cardinale Enrico Enriquez
- Arcivescovo Manuel Quintano Bonifaz
- Cardinale Buenaventura Córdoba Espinosa de la Cerda
- Cardinale Giuseppe Maria Doria Pamphilj
- Papa Pio VIII
- Papa Pio IX
- Cardinale Raffaele Monaco La Valletta
- Cardinale Francesco Satolli
- Cardinale William Henry O'Connell
- Cardinale Richard James Cushing
- Arcivescovo John Joseph McEleney, S.I.
- Vescovo Anthony Hampden Dickson